# Aeroportul Internațional Kenneth Kaunda
Aeroportul Internațional Kenneth Kaunda (IATA: LUN, ICAO: FLKK) este un aeroport din Lusaka, Provincia Lusaka, Zambia ce deservește zona Lusaka. Aeroportul a fost tranzitat în 2012 de 925.077 de pasageri. A fost deschis în 1967 și numit după zona deservită.
Situat la o altitudine de 1.152 m, aeroportul dispune de 1 pistă.

## Infrastructură

### Piste
Aeroportul dispune de o singură pistă. Pista 10/28 are suprafața de asfalt și dimensiunile 13.000 picioare × 45 m. 